# Bundesautobahn 37
Bundesautobahn 37 (em português: Auto-estrada Federal 37) ou A 37, é uma auto-estrada na Alemanha.
A Bundesautobahn 37 tem 11 km de comprimento.

## Estados
Estados percorridos por esta auto-estrada:
- Baixa Saxônia